# Fyrstendømmet Sperlinga
Sperlinga var et fyrstedømme beliggende på nordkysten af Sicilien. Fyrstendømmets officielle navn var Principauté de Sperlinga, og fyrsten boede i byen Sperlinga.
Sperlinga var oprindeligt et baroni, som i 1597 blev købt af Giovanni Natoli efter godkendelse af Filip 2. af Spanien og Siclien. I 1626 udnævnte Filip 4. af Spanien Natoli til fyrste, og dermed blev baroniet til fyrstendømme. Sperlinga var fyrstendømme til 1656, hvorefter det blev hertugdømme, indtil det i 1862 igen blev baroni; baroniet blev nedlagt i 1973, og området er nu en kommune i Italien.

## Galleri
- Sperlinga